# 迦旃延

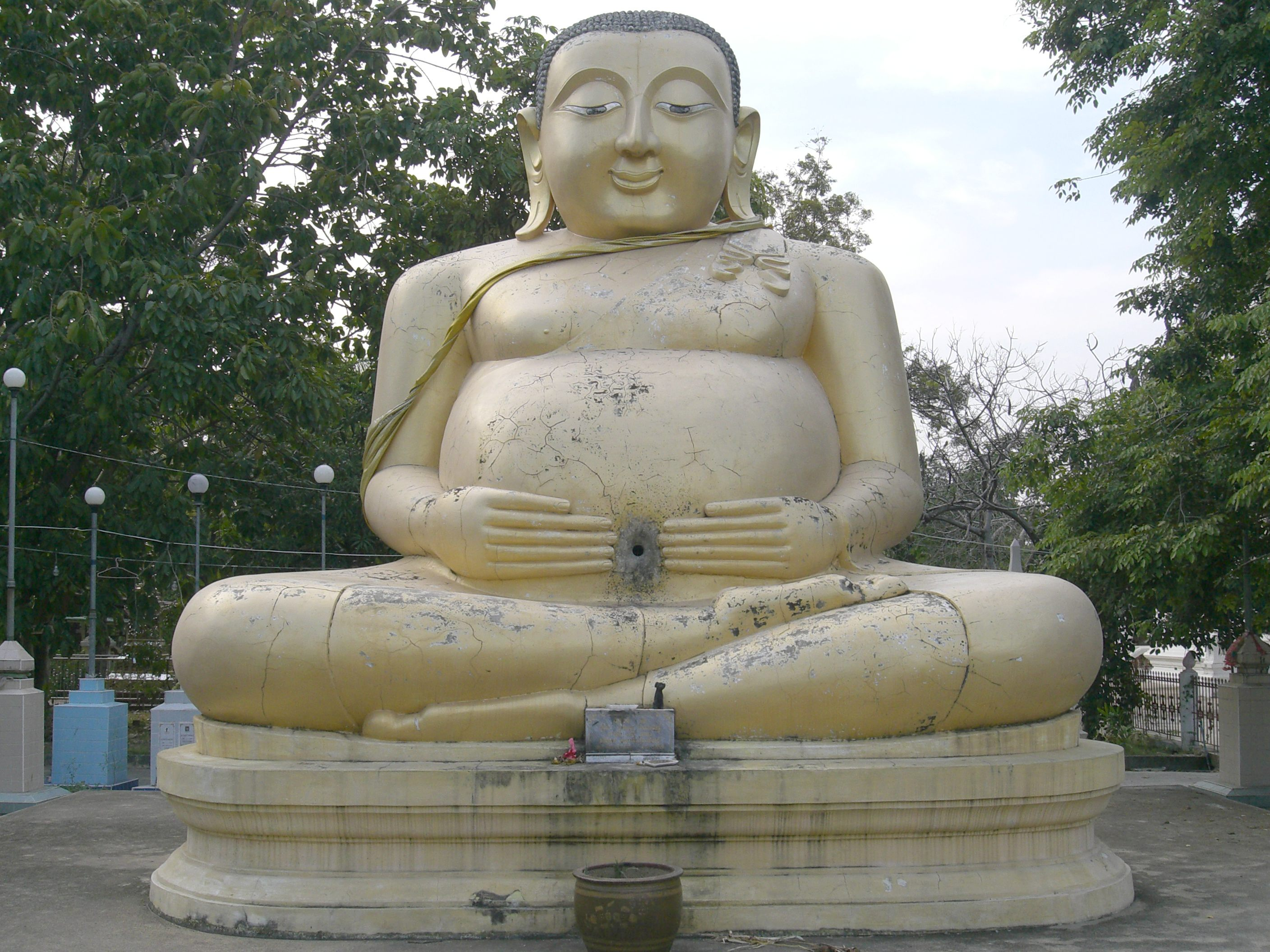
迦旃延在泰國为“善加财”，形象与布袋和尚类似。

迦旃延（羅馬化：Kātyāyana），又譯為迦多衍那，迦底耶夜那，迦氎延，為釋迦牟尼十大弟子之一，以「論議第一」為人所尊崇。迦旃延為婆罗门姓十姓之一。译曰剪剃种，扇绳，好肩等。以姓为名。

## 生平
迦旃延生於西印度阿槃提國，為其國王師婆羅門之子，奉國王之命，前往邀請釋迦牟尼，至其國說法。見到釋迦牟尼之後，他決心出家，證阿羅漢果之後回國傳布佛法，使佛教傳播到西印度地區。

## 著作
傳說迦旃延在佛陀弟子中論義第一，善解經律而能論義。
- 根據《俱舍論光記》，迦旃延創作說一切有部論藏的《阿毘達磨施設足論》（稱友疏載其作者為目犍連）。
- 根據《大智度論》，迦旃延於佛世時，作《𮔢勒論》解佛語（別譯《藏論》，可能就是緬甸版巴利三藏的《藏釋（英语：Petakopadesa）》[1][2][3]）。
- 傳說緬甸版巴利三藏的《藏釋（英语：Petakopadesa）》和《導論（英语：Nettipakarana）》為迦旃延所作。

## 大乘佛教的說法
在《法華經》中迦旃延被佛陀授記將來成佛，佛號閻浮那提金光如來。。

## 音義
《慧琳音义》二十七曰：「摩诃迦旃延，摩诃迦多衍那，此云大剪剔种男。剪剔，婆罗门姓也。」
嘉祥《维摩经疏》二曰：「迦旃延即其姓，此云好肩。」
《不思议境界经》上曰：「迦底耶夜那（旧名迦旃延者）。」
《法华文句》一下曰：「摩诃迦旃延，此翻为文饰，亦肩乘。人云：字悮，应言扇绳，亦好肩，亦名柯罗。柯罗，此翻思胜，皆从姓为名。」同记曰：「言文饰者，善赞咏故。言扇绳者，若作肩乘。二字并悮。以其生时父已亡世，此儿碍母不得再嫁，如扇系绳。」
《慧苑音义》下曰：「迦旃，一宗之姓氏也。延，此云胤也。言此尊者是彼种族之后胤耳。」
《法华玄赞》一曰：「梵云摩诃迦多衍那，云迦旃延，亦讹也。大般若云大迦多衍那，此云大剪剃种男。剪剃种者，是婆罗门姓也。」

## 其他
- 天神名。《涅槃经》七曰：「为欲供养天神，故入天祠。所谓梵天，大自在天，违陀天，迦旃延天。」
- 外道名。十外道之第七。译曰算数，《饰宗记》七本曰：「宗虽有六，而有七人也。第一不兰迦叶，……第七迦旃延。」注曰：「梵云迦多衍那，此云算数也。上古有仙，常念算数，因为名也。」

## 引用
1. ↑  《新集藏經音義隨函錄》：「蜫勒(上音毗，正作蜌也。梵言毗勒，秦言篋藏也。……又古䰟反蟲名也，非。呼傳寫久，悞也)。」
2. ↑  吉藏《三論玄義檢幽集 （页面存档备份，存于）》引《大智度論》：「何等是三門？一者毘勒門，二者阿毘曇門，三者空門，乃至𮔢勒有三百二十萬言，佛在世時，大迦旃延之所造。佛滅度後，人壽轉減，憶識力少，不能廣誦，諸得道人撰爲三十八萬四千言，若人入𮔢勒門論義則無窮。又第二卷曰：摩訶迦旃延，佛在時，解佛語作𮔢勒。𮔢勒秦言篋藏也。乃至今行於南天竺。……三者𮔢勒，略説三十二萬言，𮔢勒法諸事以類相從，非阿毘曇也。」，又稱「毘字論作𮔢，即同音也。均師章言：亦云鞞勒者，鞞音卑也，又歩迷反。」
3. ↑  《藏論》在緬甸版的《南傳大藏經》的《小部》中，東漢安世高翻譯的《陰持入經》被認為與《藏論》的第六章相對應，引用 Stefano Zacchetti,“An Early Chinese Translation Corresponding to Chapter 6 of the Pewakopadesa –An Shigao”s Yin chi ru jing T 603 and its Indian Original: A Preliminary Survey”, Bulettin of the School of Oriental and African Studies, n. 65（1）, 2002, pp74-98。
4. ↑  《妙法蓮華經》卷3〈6 授記品〉：「爾時世尊復告諸比丘眾：「我今語汝，是大迦旃延，於當來世，以諸供具，供養奉事八千億佛，恭敬尊重。諸佛滅後，各起塔廟，高千由旬，縱廣正等五百由旬，皆以金、銀、琉璃、車磲，馬瑙、真珠、玫瑰、七寶合成，眾華、瓔珞、塗香、末香、燒香、繒蓋、幢幡，供養塔廟。過是已後，當復供養二萬億佛，亦復如是。供養是諸佛已，具菩薩道，當得作佛。號曰閻浮那提金光如來、應供、正遍知、明行足、善逝、世間解、無上士、調御丈夫、天人師、佛、世尊。其土平正，頗梨為地，寶樹莊嚴，黃金為繩以界道側，妙華覆地，周遍清淨，見者歡喜。無四惡道——地獄、餓鬼、畜生、阿修羅道，多有天、人、諸聲聞眾及諸菩薩，無量萬億莊嚴其國。佛壽十二小劫，正法住世二十小劫，像法亦住二十小劫。」